# Bat SARS-like coronavirus RsSHC014
Bat SARS-like coronavirus RsSHC014(англ.) — ізолят SARS-подібного коронавірусу, який заражає підковоносих кажанів (Rhinolophidae). Виявлений в Китаї, описаний у 2013 році.  

## Виявлення вірусу
У квітні 2011 — вересні 2012 років у колонії кажанів Rhinolophus sinicus в окрузі Куньмін провінції Юньнань на південному заході Китаю) було зібрано 117 анальних мазків і зразків фекалій кажанів. 27 з 117 зразків (23 %) містили сім різних ізолятів SARS-подібних коронавірусів, серед яких було два раніше невідомих, які отримали назву RsSHC014 і Rs3367.

## Опис
Вірус RsSHC014 містить 29 787 пар нуклеотидів (за винятком полі(А)-хвоста). Загальна ідентичність нуклеотидної послідовності генома RsSHC014 з людським коронавірусом SARS-CoV (штам Tor2) становить 95 %, що вище, ніж бачене раніше для всіх інших SL-CoV кажанів як в Китаї (88-92 %), так і в Європі (76 %). Філогенетичний аналіз показав, що RsSHC014 є нащадком рекомбінації ліній, які в кінцевому підсумку призводять до появи людських коронавірусів SARS-CoV і SL-CoV Rs672.
Проте, незважаючи на близьку схожість, коронавірус кажанів RsSHC014 не здатний заражати людину. імовірно, ним від кажанів заразилися цивети, в яких вірус кілька років мутував (зокрема його білок ORF8) перш ніж перетворитися на SARS-CoV.

## Химерний коронавірус з RsSHC014 і SARS-CoV
У 2015 році дослідники з Університету Північної Кароліни (США) та інституту вірусології в Ухані (Китай) повідомили, що вони методом зворотної генетики створили химерний коронавірус, що складається з вірусу SARS-CoV, але з пепломерами (шипиками на оболонці) від вірусу RsSHC014. В роботі була продемонстрована надійна реплікація цього химерного вірусу як in vitro, так і in vivo. У дослідженнях in vitro використовувався химерний вірус, створений з дикого штаму SARS-CoV (Urbani), а для досліджень in vivo химерний вірус мав штам вірусу адаптованого для мишей SARS-CoV MA15 (цей химерний вірус отримав назву SHC014-MA15).
Експерименти з псевдотипування проводилися в Провідній лабораторії спеціальних патогенів та біобезпеки Уханського інституту вірусології, всі інші експерименти в лабораторії департаменту епідеміології Університету Північної Кароліни. Всі дослідження проводилися в лабораторіях 3-го рівня біобезпеки (BSL3)
In vitro вірус міг інфікувати епітелій дихальних шляхів людини (клітинна лінія HAE), людські клітини раку легені (клітинна лінія Calu-3 2B4[en]) і раку шийки матки (клітинна лінія HeLa), а також епітелій нирки гривети (клітинна лінія Vero E6)
In vivo вірус виявився здатний викликати пневмонію у мишей. інфекція SHC014-MA15 призводила до значної втрати ваги (10 %), але без летальності у мишей. У мишей, інфікованих SHC014-MA15, спостерігалося зниження фарбування антигену дихальних шляхів, а в паренхімі або в загальному гістологічному балансі дефіциту фарбування антигену не спостерігалося, що свідчить про диференціальну інфекцію легеневої тканини при інфекції даними химерним коронавірусом. У більш сприйнятливих старих (12-місячних) мишей інфекція SHC014-MA15 викликала стійку втрату ваги, але мала мінімальну летальність. Тенденції в гістології і картинах фарбування антигенів, які спостерігалися у молодих мишей, були збережені і в старіших тварин.
Дослідники також встановили, що доступні імунотерапевтичні та профілактичні методи лікування атипової пневмонії (використання моноклональних антитіл або наявних вакцин) не змогли нейтралізувати химерний коронавірус або захистити від інфікування ним. Тим не менш, в 2018 році була знайдена вакцина (dNSP16/ExoN), яка могла нейтралізувати химерний коронавірус SHC014-MA15.

### Критика
У листопаді 2015 року в журналі Nature була опублікована стаття, в якій висловлювалася стурбованість даним експериментом, який дав мало користі для розуміння вірусів, але являє великий ризик, якщо химерний коронавірус, здатний заражати людину, вирветься за межі лабораторії. У статті зазначалося, що якщо вірус кажанів RsSHC014 представляє лише потенційну небезпеку, то новий штучно створений химерний коронавірус є реальною загрозою для людей. Однак, у 2016 році професор департаменту мікробіології та імунології Колумбійського університету Вінсент Раканіелло, в огляді новітніх досліджень потенційно пандемічних вірусів, в тому числі і SHC014-MA15, заявив: «Критики експериментів з штучним посиленням функції вірусів часто призводять апокаліптичні сценарії, що включають вивільнення змінених вірусів і подальший катастрофічний вплив на людину. Проте такі заяви являють собою приватні думки, які призначені лише для того, щоб налякати громадськість і підштовхнути нас до непотрібного регулювання. Вірусологи роками маніпулювали вірусами [...] і жоден змінений вірус не викликав епідемію серед людей».
У 2018 році вийшла стаття, в якій критикувалася практика оцінки in vivo патогенності для людини коронавірусів (і зокрема, химерного коронавірусу SHC014-MA15) на чистих лінях лабораторних мишей. Зокрема, для дослідження in vivo небезпечного для людини вірусу SARS-CoV, знадобилося виведення нового штаму MA15 SARS-CoV летального для генетичної лінії мишей MA15. Однак дослідження патогенності інших SARS-подібних коронавірусів на мишах лінії MA15 може призвести до недооцінки небезпеки цих вірусів, бо ці віруси можуть виявитися придатні лише для цієї генетичної лінії. Крім того, дослідження патогенності на чистих лініях мишей призводить до труднощів, щоб відтворити і вивчити супутні захворювання (діабет, хронічні захворювання легень, хвороби серця і нирок), які пов'язані зі смертельним респіраторним захворюванням, які спостерігаються у людей.

### Конспірологічна теорія про зв'язок химерного вірусу з пандемією COVID-19
В кінці 2019 року в Ухані сталася раптовий спалах нового коронавірусу SARS-CoV-2, що призвела в 2020 році до пандемії COVID-19, що породило конспірологічні теорії про те, що цей вірус є штучним і пов'язаний з SHC014-MA15.
Однак у березні 2020 року, в науковому журналі «Emerging Microbes & Infections» була опублікована стаття дослідників з Університету Огайо, Університету Пенсільванії і Університету Північної Кароліни, в якій спростовується конспірологічна теорія про тотожність химерного коронавірусу SHC014-MA15 і коронавірусу SARS-CoV-2, тим, що, згідно зі статтями китайських дослідників, коронавірус SHC014-MA15 відрізняється більш ніж на 6000 нуклеотидів (близько 20 %) від коронавірусу SARS-CoV-2. Втім, у зазначених статтях, генетичний код коронавірусу SARS-CoV-2 порівнювався з генетичним кодом коронавірусу кажанів RsSHC014, а не з химерним коронавірусом SHC014-MA15, повний генетичний код якого ніде не опублікований. Тим не менш, у березні 2020 року в журналі Nature Medicine була опублікована стаття з аналізом генетичного коду коронавірусу SARS-CoV-2, який показує, що даний вірус «не є лабораторною конструкцією або цілеспрямовано керованим вірусом». Також показано, що найбільш філогенетично близькими до SARS-CoV-2 є не Bat SL-CoV RsSHC014, а Bat SL-CoV ZC45 та Bat SL-CoV ZXC21. 